# Zaz (zangeres)
Zaz, artiestennaam van Isabelle Veronique Geffroy (Chambray-lès-Tours, 1 mei 1980), is een Franse zangeres. Haar muziekstijl vermengt jazz, soul, akoestisch en Frans variété.
Haar debuutalbum kwam uit op 7 juni 2010 en bevat drie nummers geschreven door Raphael. In 2011 won Zaz een European Border Breakers Award. De European Border Breakers Awards zijn prijzen die jaarlijks worden uitgereikt aan tien jonge veelbelovende Europese artiesten die het jaar ervoor succesvol buiten de eigen landsgrenzen debuteerden. Zaz heeft buiten Frankrijk ook veel succes in onder meer België, Duitsland en Zwitserland. In 2019 stond ze op het North Sea Jazz Festival.
Haar debuutsingle Je veux fungeerde als titelsong van de Nederlandse bioscoopfilm All Stars 2: Old Stars uit 2011.

## Discografie

### Albums
- Zaz (2010)
- Sans tsu tsou (2011)
- Recto verso (2013)
- Paris (2014)
- Sur la route (2015)
- Effet miroir (2018)
- Isa (2021)

| Album met eventuele hitnotering(en) in de Nederlandse Album Top 100 | Datum van verschijnen | Datum van binnenkomst | Hoogste positie | Aantal weken | Opmerkingen |
| ------------------------------------------------------------------- | --------------------- | --------------------- | --------------- | ------------ | ----------- |
| Zaz                                                                 | 07-06-2010            | 30-07-2011            | 56              | 6            |             |
| Recto verso                                                         | 10-05-2013            | 18-05-2013            | 73              | 1            |             |
| Paris                                                               | 07-11-2014            | 15-11-2014            | 54              | 3            |             |
| Effet miroir                                                        | 16-11-2018            | 24-11-2018            | 63              | 1            |             |

| Album met hitnotering(en) in de Vlaamse Ultratop 200 albums | Datum van verschijnen | Datum van binnenkomst | Hoogste positie | Aantal weken | Opmerkingen |
| ----------------------------------------------------------- | --------------------- | --------------------- | --------------- | ------------ | ----------- |
| Zaz                                                         | 07-06-2010            | 28-08-2010            | 51              | 31           | 3x platina  |
| Recto verso                                                 | 10-05-2013            | 18-05-2013            | 16              | 68           | Goud        |
| Paris                                                       | 07-11-2014            | 15-11-2014            | 8               | 95           | Goud        |
| Sur la route                                                | 30-10-2015            | 07-11-2015            | 36              | 23           |             |
| Effet miroir                                                | 16-11-2018            | 24-11-2018            | 16              | 18           |             |

### Singles
| Single met hitnotering(en) in de Vlaamse Ultratop 50 | Datum van verschijnen | Datum van binnenkomst | Hoogste positie | Aantal weken | Opmerkingen                |
| ---------------------------------------------------- | --------------------- | --------------------- | --------------- | ------------ | -------------------------- |
| Je veux                                              | 10-05-2010            | 11-09-2010            | 34              | 3            | Platina                    |
| Le long de la route                                  | 13-09-2010            | 30-10-2010            | tip32           | -            | Nr. 3 in de Radio 2 Top 30 |
| La fée                                               | 14-02-2011            | 02-04-2011            | tip18           | -            |                            |
| Éblouie par la nuit                                  | 07-11-2011            | 26-11-2011            | tip17           | -            |                            |
| On ira                                               | 2013                  | 23-03-2013            | tip33           | -            |                            |
| Comme ci, comme ça                                   | 2013                  | 17-08-2013            | tip26           | -            |                            |
| Si                                                   | 2013                  | 09-11-2013            | tip36           | -            |                            |
| Paris sera toujours Paris                            | 2014                  | 27-09-2014            | tip27           | -            |                            |
| Champs Elysées                                       | 2014                  | 06-12-2014            | tip18           | -            |                            |
| Sous le ciel de Paris                                | 2015                  | 31-01-2015            | tip31           | -            |                            |
| Si jamais j'oublie                                   | 2015                  | 24-10-2015            | tip3            | -            |                            |
| Qué vendrá                                           | 2018                  | 22-09-2018            | tip8            | -            |                            |
| Demain c'est toi                                     | 2018                  | 22-12-2018            | tip31           | -            |                            |
| Nos vies                                             | 2019                  | 06-07-2019            | tip18           | -            |                            |
| On s'en remet jamais                                 | 2019                  | 13-07-2019            | tip45           | -            |                            |
| Ce n'est rien                                        | 2019                  | 30-11-2019            | tip             | -            | met Julien Clerc           |

- Bibsys: 11077389
- Bibliothèque nationale de France: cb16222360x (data)
- Gemeinsame Normdatei: 141800089
- International Standard Name Identifier: 0000 0003 5572 8069
- Library of Congress Control Number: no2011151985
- MusicBrainz: e3214827-bd09-4d53-a88c-893d61556352
- Nationale Bibliotheek van Tsjechië: xx0143813
- Nationale Bibliotheek van Israël: 987007420148705171
- Nederlandse Thesaurus van Auteursnamen: 339157348
- Système universitaire de documentation: 162437412
- Virtual International Authority File: 132110557
- WorldCat: E39PBJrwPd9wTRmtRFKJrPtFrq